# Julio Cueva
Julio Cueva (Trinidad, Cuba, 12 de abril de 1897 — La Habana, Cuba, 30 de diciembre de 1975) fue un trompetista, compositor y director de orquesta cubano y está considerado como una figura importante en el desarrollo de la música cubana de los años treinta y cuarenta.

## Vida y carrera
A los diez años, Cueva tocaba la corneta en una banda infantil y poco tiempo después empezó a componer danzones. En 1916 se convirtió en clarinetista de la banda municipal de Santa Clara. Trabajó en la compañía de teatro de Arquimedes Pous, con quien hacía giras regulares por la isla. En 1923 funda la banda municipal de Trinidad, de la que pasa a ser director. En 1929 se muda a La Habana, donde trabaja con la Orquesta Hermanos Palau y también con Moisés Simons, autor de la canción El manisero. 
Cueva se une a la orquesta de Don Aspiazú, formada especialmente para una gira por Europa a raíz del éxito de la canción El manisero. Al terminar la gira, Cueva permanece en Europa por un lapso de diez años, trabajando como trompetista y director de orquesta. Él firmó un contrato de actuaciones en un club parisino que pronto terminó llamándose La Cueva. En ese escenario, Cueva y Eliseo Grenet lanzaron la conga como un baile de salón, en curioso paralelo con lo que ocurría simultáneamente con la Lecuona Cuban Boys.
Julio Cueva se encontraba en Madrid cuando comenzó la guerra civil española y prontamente se adhirió a los ideales de la Segunda República. Fue director de la banda de la 46 división (la división de El Campesino). Con la derrota de los republicanos  es detenido y encarcelado brevemente en el campo de concentración francés de Argeles.
Cueva vuelve a Cuba en mayo de 1939. Su filiación comunista le trajo innumerables dificultades para encontrar trabajo hasta que asume la dirección de la Orquesta Montecarlo, la cual se hace muy popular a través de sus presentaciones radiales en CMHI (después Cadena Azul y más tarde RHC-Cadena Azul). Era una orquesta de gala y algunos de sus jóvenes miembros más tarde fueron famosos como el trompetista Remberto Lara, y los cantantes Tito Gómez y Cascarita (Orlando Guerra).
Poco tiempo después, se une nuevamente a la orquesta Hermanos Palau donde conoce al joven pianista y arreglista René Hernández. 
En 1942, funda definitivamente su propia orquesta comenzando a trabajar en la emisora 1010, que a la sazón era propiedad del Partido Socialista Popular (PSP). Con esta orquesta obtuvo el éxito y los ingresos necesarios para solventar sus obligaciones económicas familiares. Esta orquesta, con cantantes como Cascarita o Manuel Licea, exhibía canciones en su repertorio que podrían catalogarse hoy como de protesta o de contenido social. 
En 1943 recibió una oferta de la radiodifusora CMQ que aceptó por presión de sus músicos, pero que le acarrearía problemas con su anterior empleador, la también radiodifusora 1010. 
Aunque en 1944 la ACRI consideró a la orquesta de Cueva como la mejor de Cuba, ya el ambiente político se iba enrareciendo hasta que en 1952 asume el gobierno Fulgencio Batista y con él, vuelve a complicarse la situación económica de Julio, quien sobrevive con pequeños trabajos.
Con el advenimiento de la Revolución cubana, es nombrado archivero de una sección del Instituto Cubano de Derechos Musicales. Julio Cueva vivió sus últimos años entre el anonimato y un humilde retiro hasta que falleció de un infarto al miocardio el 30 de diciembre de 1975.